# Петринюк Василь Андрійович

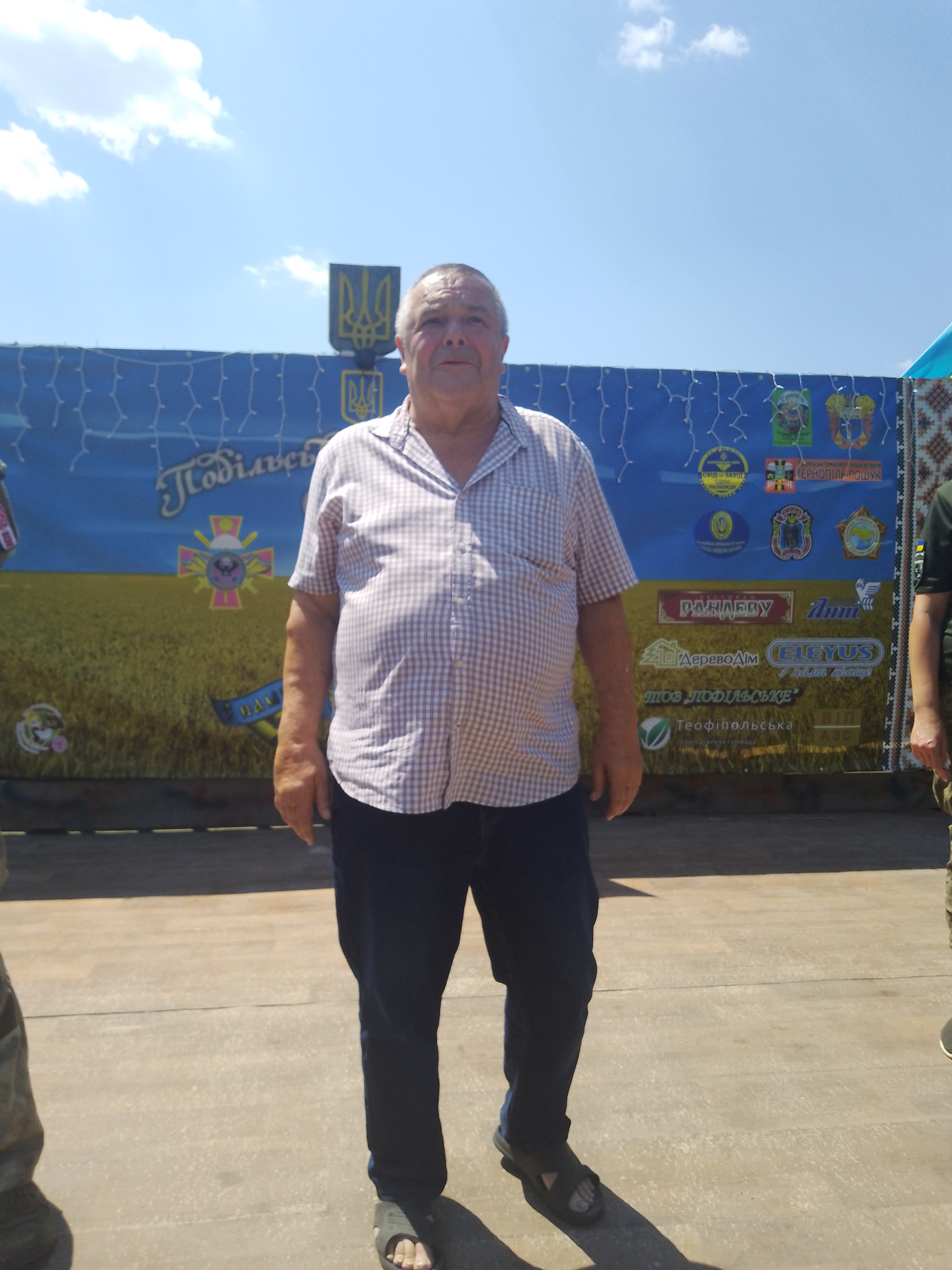
Василь Петринюк на відкритті сезону Подільсько-Волинської Січі

Васи́ль Андрі́йович Петриню́к (нар. 20 липня 1952, с. Огризківці, Україна) — український економіст, господарник, громадський діяч. Герой України (1999). Академік Української технологічної академії (2000).

## Життєпис
Закінчив Шепетівський сільськогосподарський технікум бухгалтерського обліку (1970), Тернопільський фінансово-економічний інститут (1976, нині ЗУНУ).
Працював головним бухгалтером колгоспу «Світанок» в с. Ванжулів Лановецького району (1971—1974).
Від 1974 — у Хмельницькій області: старший юрисконсульт міжколгоспної юридичної групи Білогірського району, головний бухгалтер Білогірського районного управління сільськогго господарства, голова правління колгоспу «Червона зірка» в смт Ямпіль Білогірського району (1980—1991), 1-й секретар Теофіпольського РК КПУ; від 1992 — голова колгоспу «Труд» в с. Новоставці Теофіпольського району; 1998 заснував тут фермерське господарство «Огайо», 1999 — очолив ТОВ «Полква», від 2002 — у цьому ж селі генеральний директор ТОВ «Старт», яке об'єднало 4 збанкрутілі господарства; обробляє близько 12 тис. га землі; орендує ріллю в Лановецькому районі; впроваджує новітні технології та форми організації праці; утримує соціальну сферу 15 сіл.
Від 1998 — заступник голови Всеукраїнської спілки сільськогосподарських підприємств.
У 2006 — кандидат у народні депутати України від ПНЕРУ, № 4 в списку. На час виборів: генеральний директор ТОВ «Старт», безпартійний.
Займається благодійною діяльністю.

## Відзнаки
- Заслужений працівник сільського господарства України (1997)[3];
- Грамота УПЦ і медаль на честь 2000-річчя Різдва Христового (1999);
- Герой України (з врученням ордена Держави, 21.08.1999)[4];
- Почесна грамота КМ України (07.2002)[5];
- «Знак Пошани» Міністерства агрополітики України (2002)
- Грамота Митрополита Київського і всієї України та орден УПЦ Святого рівноапостольного Великого князя Володимира 3-го ступеня (2002).